# Liste der Baudenkmäler in Erlangen-Büchenbach
In der Liste der Baudenkmäler in Büchenbach sind die Baudenkmäler im Erlanger Ortsteil Büchenbach aufgelistet. Zu diesen Baudenkmälern gibt es auch eine Bildersammlung.
Diese Liste ist eine Teilliste der Liste der Baudenkmäler in Erlangen. Grundlage der Liste ist die Bayerische Denkmalliste, die auf Basis des bayerischen Denkmalschutzgesetzes vom 1. Oktober 1973 erstmals erstellt wurde und seither durch das Bayerische Landesamt für Denkmalpflege geführt und aktualisiert wird. Die folgenden Angaben ersetzen nicht die rechtsverbindliche Auskunft der Denkmalschutzbehörde.

## Baudenkmäler
| Lage                                                       | Objekt                                        | Beschreibung | Akten-Nr.                         | Bild                                          |
| ---------------------------------------------------------- | --------------------------------------------- | --- | --------------------------------- | --------------------------------------------- |
| Alter Markt (Standort)                                     | Wegkreuz                                      | Gusseisernes Kreuz auf Steinsockel, 1845; bei Alter Markt 1 | D-5-62-000-970 Wikidata           | Wegkreuz                                      |
| Alter Markt 1 (Standort)                                   | Ehemaliges Gasthaus Zum Alten Markt           | Zweigeschossiger Eckbau, Giebelfront Sandsteinquader, erste Hälfte 19. Jahrhundert | D-5-62-000-792 Wikidata           | Ehemaliges Gasthaus Zum Alten Markt           |
| Alter Markt 10 (Standort)                                  | Katholische Pfarrkirche St. Xystus            | 14./15. Jahrhundert. Langhaus um 1550/50, erhöht 1723, erweitert 1937; mit Ausstattung. | D-5-62-000-810 Wikidata           | weitere Bilder                                |
| Alter Markt 10 (Standort)                                  | Kirchhofbefestigung                           | Mittelalterlich, Ostmauer 1951 rekonstruiert | D-5-62-000-810 zugehörig Wikidata | Kirchhofbefestigung                           |
| Alter Markt 10 (Standort)                                  | Sandsteinfigur St. Johann Nepomuk             | Bezeichnet „1746“ | D-5-62-000-810 zugehörig Wikidata | Sandsteinfigur St. Johann Nepomuk             |
| Alter Markt 10 (Standort)                                  | Martersäule                                   | Martersäule, 18. Jahrhundert | D-5-62-000-810 zugehörig Wikidata | Martersäule                                   |
| Bachgraben 3 (Standort)                                    | Pfarrhaus                                     | Zweigeschossiger Walmdachbau, Sandsteinquader, 1847 | D-5-62-000-793 Wikidata           | Pfarrhaus                                     |
| Dorfstraße (bei Nr. 21, Ecke Jakob-Nein-Straße) (Standort) | Wegkreuz                                      | Gusseisenkreuz des späteren 19. Jahrhunderts auf neugotischem Steinsockel von 1845 | D-5-62-000-818 Wikidata           | Wegkreuz                                      |
| Dorfstraße 6 (Standort)                                    | Torpfeiler                                    | Mit Kugelaufsätzen, erste Hälfte 19. Jahrhundert | D-5-62-000-795 Wikidata           | Torpfeiler                                    |
| Dorfstraße 13 (Standort)                                   | Judenhaus                                     | Wohnhaus, stattlicher zweigeschossiger Sandsteinquaderbau, Mitte 19. Jahrhundert | D-5-62-000-796 Wikidata           | Judenhaus                                     |
| Dorfstraße 14 (Standort)                                   | Gasthaus Zur Einkehr                          | Zweigeschossiger Sandsteinquaderbau, 1831 | D-5-62-000-797 Wikidata           | Gasthaus Zur Einkehr                          |
| Dorfstraße 19 (Standort)                                   | Ehemaliges Judenhaus                          | Zweigeschossiger Walmdachbau, im Erdgeschoss Sandsteinquader, 18./frühes 19. Jahrhundert | D-5-62-000-799 Wikidata           | Ehemaliges Judenhaus                          |
| Forchheimer Straße (bei Nr. 43) (Standort)                 | Säulenbildstock                               | 17. Jahrhundert | D-5-62-000-802 Wikidata           | Säulenbildstock                               |
| Forchheimer Straße 43 (Standort)                           | Marien- oder Sodalitätskapelle, Privatkapelle | Neugotisch, bezeichnet „1886“; mit Ausstattung | D-5-62-000-801 Wikidata           | Marien- oder Sodalitätskapelle, Privatkapelle |
| Forchheimer Straße 50 (Standort)                           | Friedhof                                      | 1913 angelegt Etwa zeitgleiches, neubarockes Friedhofskreuz, auf hohem Sockel Kreuzigungsgruppe mit Maria und Johannes, von Heinrich Mantel aus Erlangen, Kunststein Grabstätte: Feld 20, am Rand, Nr. 6. Familien Nützel und Kosbach, Stele mit Volutengiebel und Seitensteinen, Sockelrelief mit Hirsch im Eichenlaubkranz, eingefasst, um 1925 | D-5-62-000-968 Wikidata           | weitere Bilder                                |
| Häuslinger Straße (Standort)                               | Pietà                                         | Pietà, Sandsteinfigur, bezeichnet „1758“, am Dorfplatz; dazu Dorflinde. | D-5-62-000-803 Wikidata           | Pietà                                         |
| Holzweg 1 (Standort)                                       | Judenhaus, Doppelhaus                         | Zweigeschossiger Satteldachbau, Sandsteinquader mit Fachwerk verputzt, erste Hälfte 19. Jahrhundert | D-5-62-000-805 Wikidata           | Judenhaus, Doppelhaus                         |
| Holzweg 3 (Standort)                                       | Judenhaus, Wohnhaus                           | Satteldachbau, Sandsteinquader, erste Hälfte 19. Jahrhundert | D-5-62-000-806 Wikidata           | Judenhaus, Wohnhaus                           |
| Holzweg 11 (Standort)                                      | Bauernhaus                                    | Zweigeschossig, im Kern 18. Jahrhundert | D-5-62-000-807 Wikidata           | Bauernhaus                                    |
| Kapellensteg (Standort)                                    | Mühlangerkapelle                              | 18. Jahrhundert; mit Ausstattung | D-5-62-000-808 Wikidata           | weitere Bilder                                |
| Kapellensteg (neben der Mühlangerkapelle) (Standort)       | Martersäule                                   | 18./19. Jahrhundert | D-5-62-000-809 Wikidata           | Martersäule                                   |
| Kapellensteg (Standort)                                    | Ruhstein                                      | Ruhstein, 18./19. Jahrhundert, neben der Mühlangerkapelle | D-5-62-000-809 zugehörig Wikidata | Ruhstein                                      |
| Kirchenweg 2 (Standort)                                    | Wohnhaus                                      | Sandsteinquaderbau, erste Hälfte 19. Jahrhundert | D-5-62-000-811 Wikidata           | Wohnhaus                                      |
| Kolpingweg 11 (Standort)                                   | Wohnhaus                                      | Zweigeschossig mit Halbwalmdach, 18./frühes 19. Jahrhundert | D-5-62-000-814 Wikidata           | Wohnhaus                                      |
| Mönaustraße/An der Weißen Marter (Standort)                | Weiße Marter                                  | Martersäule, 18./19. Jahrhundert, bezeichnet „1830“ und „1909“ | D-5-62-000-815 Wikidata           | weitere Bilder                                |
| Mönaustraße/An der Weißen Marter (Standort)                | Wegkreuz                                      | Holzkreuz von Lothar Strauch, errichtet 1953 | D-5-62-000-815 zugehörig Wikidata | Wegkreuz                                      |
| Steudacher Straße (bei Obere Gasse 2) (Standort)           | Wegkreuz                                      | Gusseisernes Kreuz auf Steinsockel, 1882 errichtet | D-5-62-000-969 Wikidata           | Wegkreuz                                      |
| Am alten Weg nach Alterlangen ()                           | Waldgrenzstein                                | Zählt zu den ursprünglich 469 Grenzsteinen der Dompropstei Bamberg, die 1745 gesetzt wurden, um die Nutzungsrechte im Waldgebiet Mönau zu verdeutlichen. Sofern sie nicht verwittert sind, tragen sie neben der Jahreszahl sowie der Nummerierung die Buchstaben „DP“ (für Dompropst) und/oder „KW“ (für Königlicher Wald). In der Denkmalliste des Bayerischen Landesamtes für Denkmalpflege wird einer dieser Waldgrenzsteine „am alten Weg nach Alt-Erlangen“ im Stadtteil Büchenbach genannt. | D-5-62-000-817 Wikidata           |                                               |